# Eduard Leonidowitsch Bersudski
Eduard Leonidowitsch Bersudski, auch Eduard Bersudsky (russisch Эдуард Леонидович Берсудский; * 1939 in Leningrad) ist ein russischer Bildhauer, der vor allem durch seine Automaten-Kunst bekannt wurde. Zusammen mit der Theaterdirektorin Tatyana Jakovskaya und dem Licht-Designer Sergey Jakovsky betreibt er das Ausstellungs-Projekt Sharmanka – kinetisches Theater in Glasgow, Schottland. 2005 wurde er mit dem Creative Scotland Award ausgezeichnet.

## Biografie
Bersudski begann im Alter von 25 Jahren seine bildhauerische Tätigkeit, während er seinen Lebensunterhalt abwechselnd als Elektriker, Metallarbeiter und Parkwächter bestritt. In den Jahren 1974–1980 nahm er an einigen Ausstellungen der „Nonkonformistischen/Inoffiziellen-Kunst“ in Leningrad teil. 1988 traf Bersudski auf Tatyana Jakovskaya, die zu dieser Zeit mit einem Amateurtheater arbeitete. Ein Jahr später wurde das Projekt Sharmanka auf dem Betriebsgelände eines ehemaligen Kindergartens gegründet. Erste internationale Aufmerksamkeit erhielt es 1991 durch die Teilnahme an dem Internationalen Puppenfestival in Utrecht. Aufgrund der aufkommenden ökonomischen Krise in Russland siedelte das Projekt 1993 nach Blainslie, Schottland, über. Das Glasgower Museum zeigte im selben Jahr eine Ausstellung mit den Werken Bersudskys und erwarb drei Automaten für die Dauerausstellung. 1995 zog das „Theater“ nach Glasgow – zunächst in ein altes Warenhaus. Durch Zuwendungen der Nationallotterie und des Glasgower Stadtrates konnte 1996 eine eigene Ausstellungshalle gebaut werden. Zur selben Zeit arbeitete Bersudsky gemeinsam mit den Künstlern Tim Stead, Annica Sandstrom und Jurgen Tubbecke an dem „Millennium Clock Tower“, eine Arbeit für das Royal Museum, die anschließend in die Dauerausstellung des Schottischen Nationalmuseum übernommen wurde. Es folgten weitere Arbeiten u. a. für das Bloomfield Science Museum in Jerusalem und das Storm P. Museum in Kopenhagen. In Deutschland wurden Bersudskys Arbeiten 1993 im Grassimuseum in Leipzig und 2008 im Rahmen der Sonderausstellung „PhantasieMechanik“ im phæno in Wolfsburg gezeigt.